# Tosin Damilola Atolagbe
Tosin Damilola Atolagbe (* 4. Juli 1994) ist eine nigerianische Badmintonspielerin. 

## Karriere
Tosin Damilola Atolagbe stand 2012 im nigerianischen Nationalteam beim Uber Cup, wo sie mit ihrer Mannschaft erst im Finale der afrikanischen Qualifikation ausschied. Bei den Nigeria International 2013 belegte sie in allen drei möglichen Disziplinen Rang zwei. Bei den Uganda International 2014 wurde sie Erste im Mixed und Zweite im Doppel.